# (145558) Raiatea
(145558) Raiatea est un astéroïde de la ceinture principale.

## Description
(145558) Raiatea est un astéroïde de la ceinture principale. Il fut découvert le 17 juillet 2006 à l'observatoire Hibiscus par Sebastian F. Hönig. Il présente une orbite caractérisée par un demi-grand axe de 2,73 UA, une excentricité de 0,17 et une inclinaison de 3,2° par rapport à l'écliptique.

## Compléments